# Педро де Агуадо
Педро де Агуадо (ісп. Pedro de Aguado, 1513 або 1538 — між 1589 та 1609) — іспанський історик і священник, місіонер-францисканець у Новій Гранаді (сучасні Колумбія та Венесуела). Як свідок завоювання Південної Америки написав «Історичний Збірник», виданий посмертно.

## Життєпис
Походив із заможної, впливової родини. Народився в Вальдеморо (неподалік від Мадриду), хрестився 23 січня. Втім рік викликає сумніви: за однією версією — 1513, за іншою — 1538. Не відомо, коли він став священником і про інші відомості з його життя перед тим, як він вирушив до Америки, оскільки відомостей не збереглося ні в місцевій церкві, ні в муніципалітеті.
Історик Педро Симон згадує про те, що Агуадо навчався теології та математики, але в його власній книзі відомостей про математику і астрономію не виявляється. З питань історії Агуадо у своїй роботі цитує кілька народів давнини (вавилонян, содомітів, євреїв, єгиптян, греків і римлян); декількох імператорів і героїв (Гектор, Одіссей, Олександр Великий, Юлій Цезар, Помпей, Траян, Октавіан) і декількох істориків (Тит Лівій, Светоній, Геродот, Фрігій, Полібій, Фретульфій Рабанус). Його цитати, правда, не дозволяють віднести його до вчених. З питань права і теології він наводить звичайні для того часу уявлення щодо конкісти, енкомьєнди, євангелізації індіанців, і у нього не зустрічаються цитати теологів і юристів.
Вже ченцем-францисканецем у 1561 році переїхав у Новий Світ. Він складав частину групи з 50 священників, яких привів чернець Луїс Сапата, призначений тоді комісаром-реформатором францисканського Ордену в Перу. 4 лютого 1561 року переписувачем Торгового Дому Севільї складено обліковий запис про витрати на утримання цих священників.
Агуадо добрався до королівства Нова Гранада, піднявшись по річці Магдалена з іншими п'ятьма священниками, і з того часу почалася його робота як місіонера, що проповідує Євангеліє індіанцям. 12 червня 1562 року в листі різних священників з Санта-Фе присутній підпис Агуадо.
Після цього був парафіяльним священником в індіанців з Когу, Немес і Песа протягом двох років; відомо, згідно з нещодавно виявленим документом, він також був їм у Боса (Bosa). Відтак був прелатом монастирів у Санта-Фе та Тунха.
Агуадо ознайомився з провінцією Панчо і ймовірно, відвідав місто Картахена, але вже як голова провінції францисканського ордену (призначений 1573 року).
13 січня 1575 року він отримав дозвіл на відплиття до Іспанії для подачі петиції голові Ордену стосовно спрямування 20 священників для євангелізації індіанців. Тут він оселився в монастирі Святого Франсіско в Мадриді. У 1583 році він отримав дозвіл повернутися до Нової Гранади і в 1585 році вже перебував у Санта-Фе-де-Богота (Колумбія).
Точна дата його смерті невідома — між 1589 та 1609 роками.

## Творчість
Педро де Агуадо був свідком багатьох подій, що трапилися за час іспанського завоювання Південноамериканського континенту, і написав про це свій «Історичний Збірник» («Recopilación Historial»), який присвятив Філіпу II. У 1579 році його робота була представлена Раді Індій для видачі дозволу на публікацію. У 1581 і 1582 роках він отримав такі дозволи, але книга не була видана і його рукопис бачив Гарсіласо де ла Вега в Кордобі, а Леон Пінеля виявив її в бібліотеці Хуана де Сальдьерна. Проте робота Агуадо була надрукована лише після його смерті в 2 частинах. Вони були названі:
- «Historia de Santa Marta y Nuevo Reino de Granada» (1906)
- «Historia de Venezuela» (1913).

У своїй книзі Педро Агуадо розповів про події, які пережили як іспанці, так і місцеві індіанці. Оскільки його матеріали мають характер безпосереднього учасника подій, то ці книги були повторно видані Іспанської Академією Історії в 1916—1918 року.